# Charadrius alticola
Charadrius alticola là một loài chim trong họ Charadriidae.
Loài chim này được tìm thấy ở Argentina, Bolivia, Chile, và Peru. Môi trường sống tự nhiên của chúng là hồ nước ngọt và đầm lầy mặn.